# ⸮

Le point d'interrogation retourné « ؟ » est un symbole de point d'interrogation retourné horizontalement.

## Alphabet arabe
L’arabe s’écrivant de droite à gauche, les éditions modernes utilisent des signes de ponctuation adaptés.
Le standard Unicode a introduit ce caractère (U+061F, ARABIC QUESTION MARK) dans sa version 1.1, en précisant que cela s’utilisait aussi avec le thâna et le syriaque.

## Alphabet latin
La version 5.1 du standard Unicode a introduit ce caractère (U+2E2E, REVERSED QUESTION MARK = punctus percontativus, point d'ironie en français). Son introduction récente dans Unicode (2007) signifie que peu de fontes en disposent aujourd’hui.
Le ministère de la culture se concentrant principalement sur l'orthographe et la grammaire, ce symbole n'a pas, à l'heure actuelle, de signification officielle.
Ce symbole est proche du point d'ironie et est occasionnellement utilisé à la place de celui-ci.